# Говард Ейкен

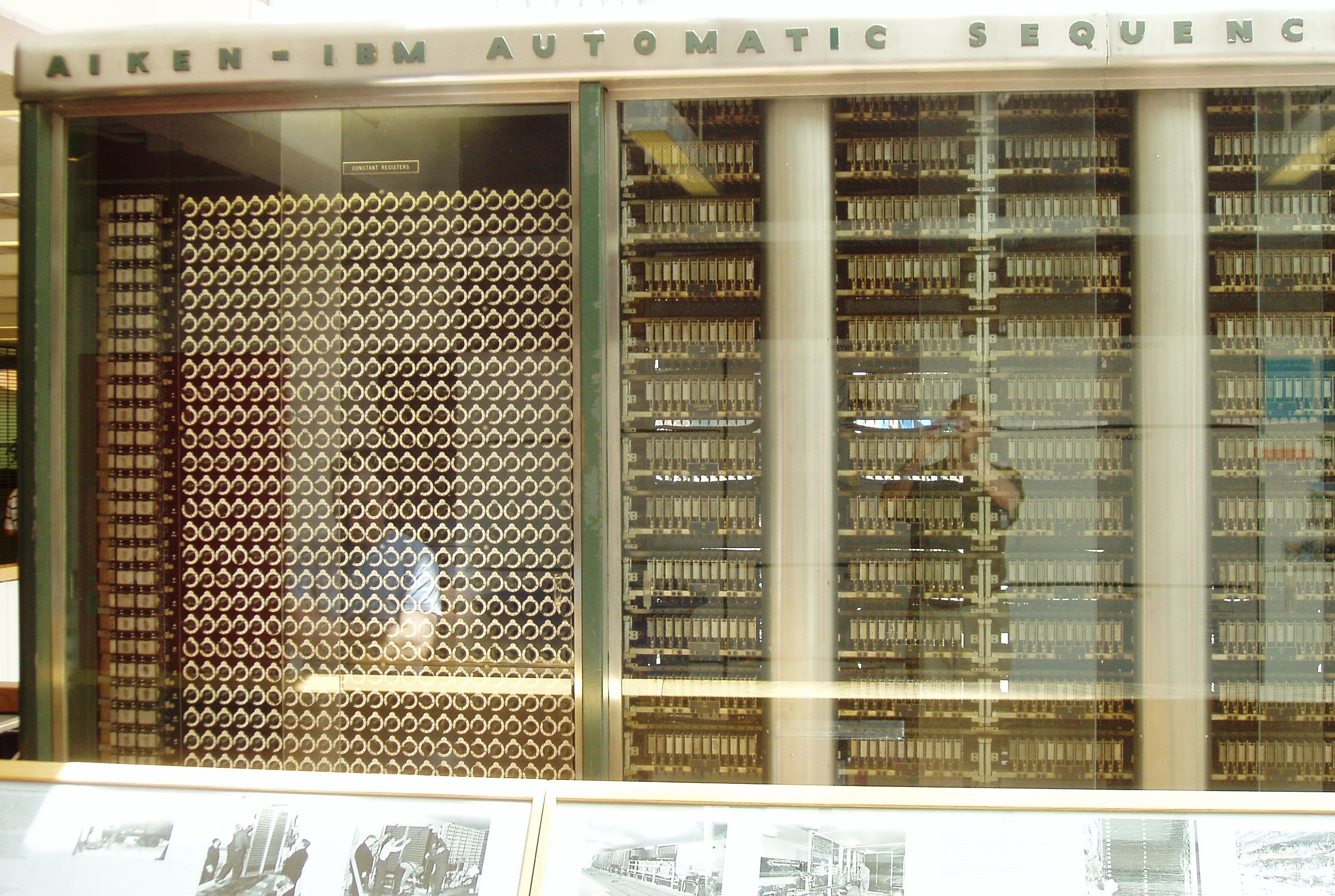
Гарвардський Марк I

Говард Гетевей Ейкен (англ. Howard Hathaway Aiken; 8 березня 1900, Гобокен, штат Нью-Джерсі, США — 14 березня 1973, Сент-Луїс, штат Міссурі, США) — американський піонер комп'ютеробудування. На посаді інженера IBM керував роботами зі створення першого американського комп'ютера «Марк I».
Навчався у Вісконсинському університеті в Медісоні. Ступінь доктора філософії з фізиці отримав у Гарвардському університеті в 1939 році. Коли в своїй роботі Ейкену довелося зіткнутися з диференціальними рівняннями, що мають тільки чисельні рішення, у нього зародилася думка про створення електромеханічного обчислювального пристрою, який зміг би взяти на себе нудні математичні розрахунки. Ейкену вдалося побудувати такий пристрій. Спочатку мав назву «Automatic Sequence Controlled Calculator» (ASCC), тобто «обчислювальний пристрій, що керується автоматичними послідовностями», перший американський комп'ютер став відомий під ім'ям «Гарвардський Марк I». За допомогою Ґрейс Гоппер та із використанням фінансування від компанії IBM машина була побудована в 1944 році.
Незважаючи на свою сварку з IBM, Ейкен продовжив роботу зі створення комп'ютерів. У 1947 р. він закінчив   «Гарвардський Марк II», за яким слідують   «Гарвардський Марк III» (1949) і   «Гарвардський Марк IV» (1952). У комп'ютері «Марк III» вже використовувалися окремі електронні компоненти, а «Марк IV» був повністю електронним пристроєм. І та і інша машина були оснащені пам'яттю на основі магнітних барабанів, крім того, в «Марк IV» застосовувався ще один різновид комп'ютерної пам'яті — із використанням магнітних сердечників.
До роботи над комп'ютерами Ейкена надихнула різницева машина Чарлза Беббіджа. Часто Говарду Ейкену приписують знамениту фразу: «Шести електронних цифрових комп'ютерів повинно бути достатньо для задоволення всіх обчислювальних потреб Сполучених Штатів». Інші вважають її належною колишньому президентові IBM Томасу Вотсону, який фінансував створення першого «Марка». Втім, можливо, ці слова не говорили ні той, ні інший.